# Riserva naturale orientata Capo Rama
La riserva naturale orientata Capo Rama è un'area naturale protetta situata nel golfo di Castellammare ricadente nel comune di Terrasini, nella città metropolitana di Palermo.
È stata istituita nel 2000.

## Storia
Si hanno notizie su Capo Rama già a partire dal 1558, quando Tommaso Fazello ne diede una descrizione all'interno del "De Rebus Siculis", denominandolo "capo Ramo".
Proprio sul promontorio che costituisce il capo, si erge la Torre di Capo Rama che faceva parte del sistema di avviso delle Torri costiere della Sicilia. 
Essa è tra le più antiche esistenti di impianto circolare come quelle di Capo Mongerbino e di Isola delle Femmine, e probabilmente fu costruita nel Quattrocento al tempo del re aragonese Martino il giovane.
A partire dal 1968 è tutelato dal comune di Terrasini come "Biotopo inestimabile". Nel 1991 venne poi realizzato da parte del Museo Civico di Terrasini un sentiero natura.
L'area protetta è stata istituita dall'Assessorato Territorio e Ambiente della Regione Siciliana con Decreto Assessoriale n° 274/4 del 23 giugno 2000, ed è stata affidata in gestione al WWF Italia. Rientra nel Sito di importanza comunitaria "Cala Rossa e Capo Rama" (SIC IT020009).

## Territorio
Situata nel territorio del comune di Terrasini, la riserva occupa una superficie di circa 57 ettari, comprendente il promontorio di Capo Rama e le aree costiere limitrofe, suddivisi fra zona A e zona B. Ospita inoltre i resti dell'omonima torre costiera.
Nella riserva sono visibili rocce calcaree di origine carbonatica e di laguna, risalenti al Mesozoico. Tali rocce conservano al loro interno molti fossili, tra cui gusci di megalodonti, lamellibranchi e resti di fondali corallini.
In corrispondenza della costa a falesia sono visibili molte grotte, che si sono originate in seguito all'erosione marina e a fenomeni carsici.
La riserva di Capo Rama contiene inoltre tre geositi istituiti nel 2015, che sono i seguenti:
- "Successione triassica di Capo Rama", di notevole interesse dal punto di vista stratigrafico;
- "Grotta di Cala Porro", di interesse speleologico;
- "Grotta dei Nassi", altro geosito di interesse speleologico.

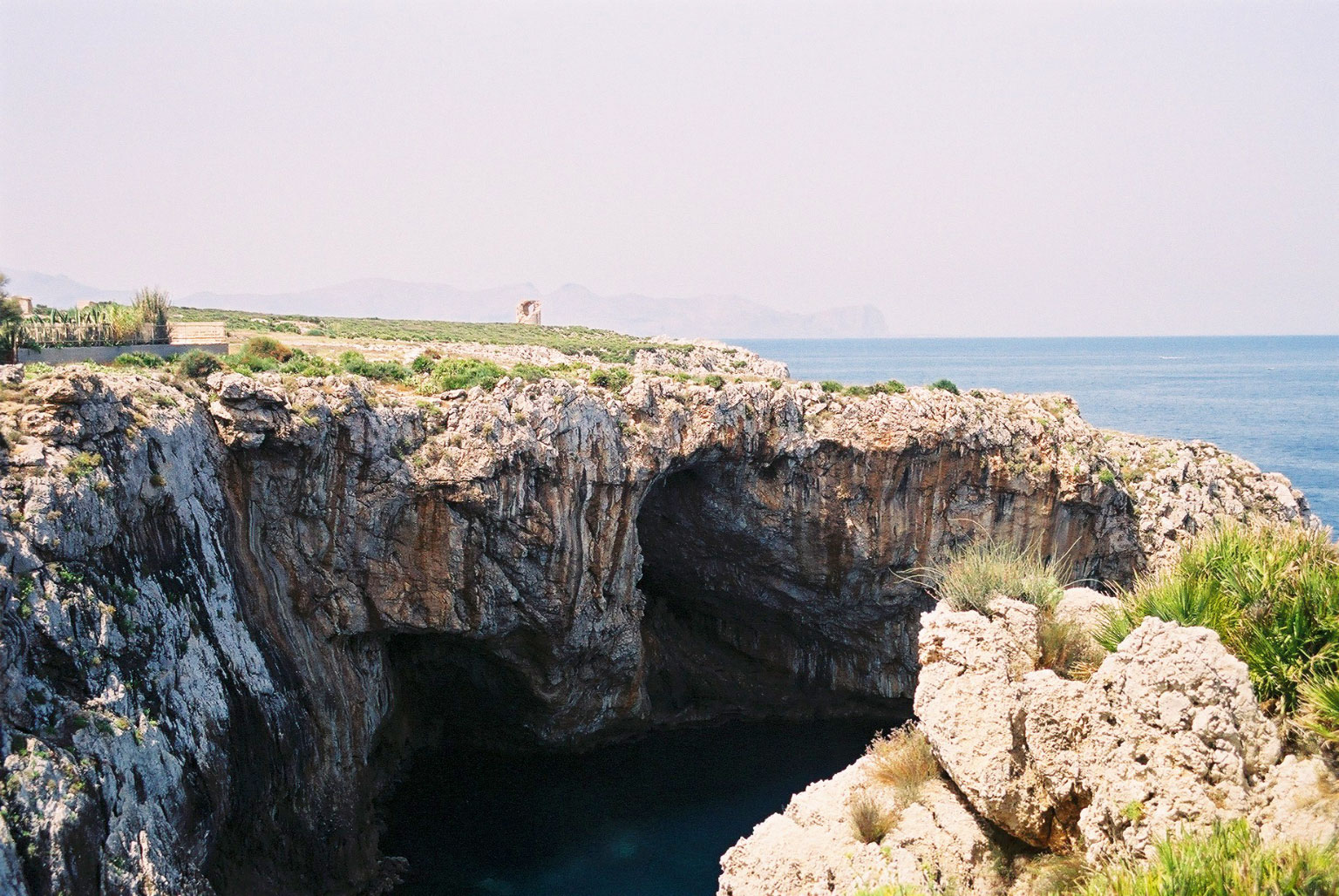
Grotte e scogliere nella riserva
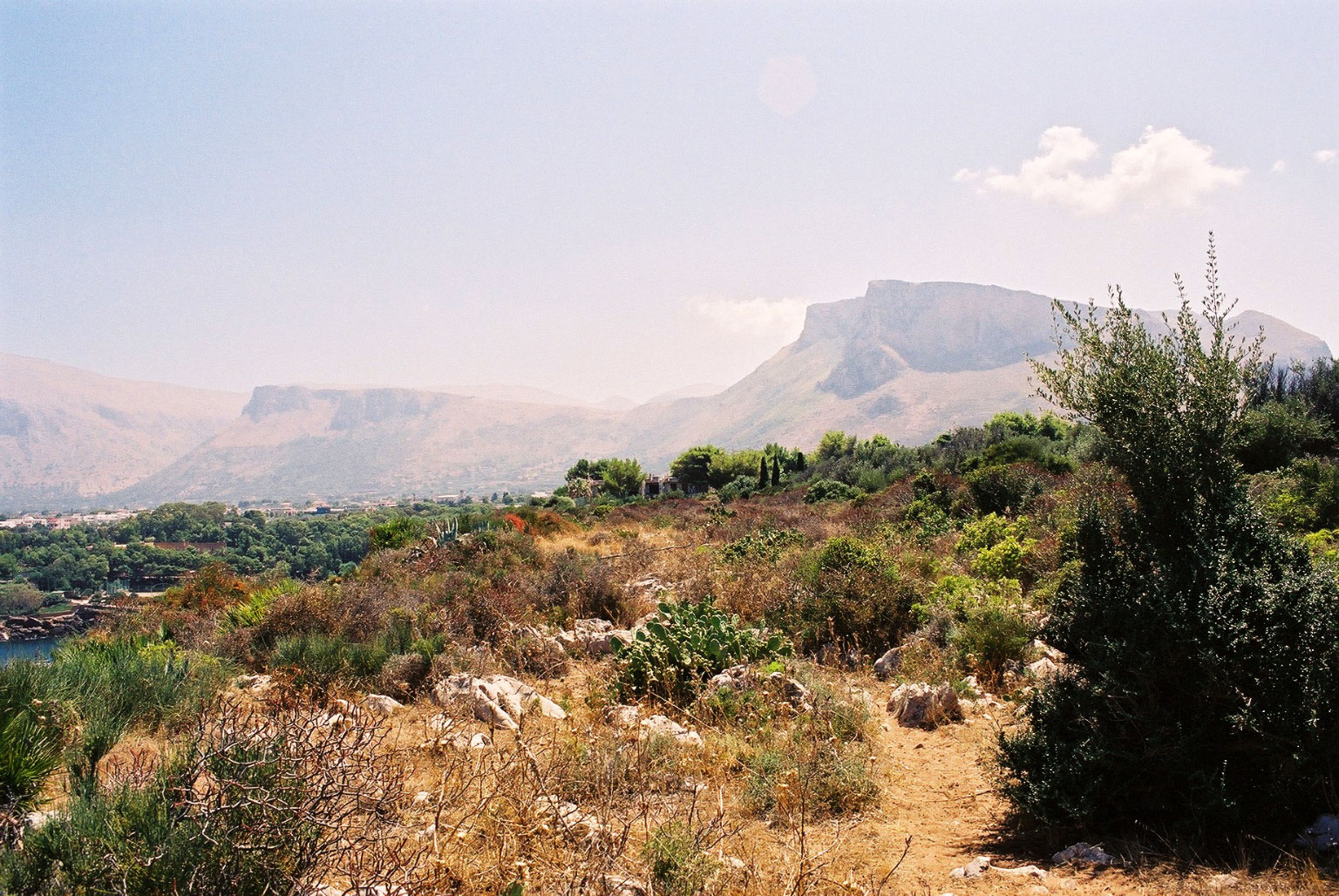
La macchia mediterranea
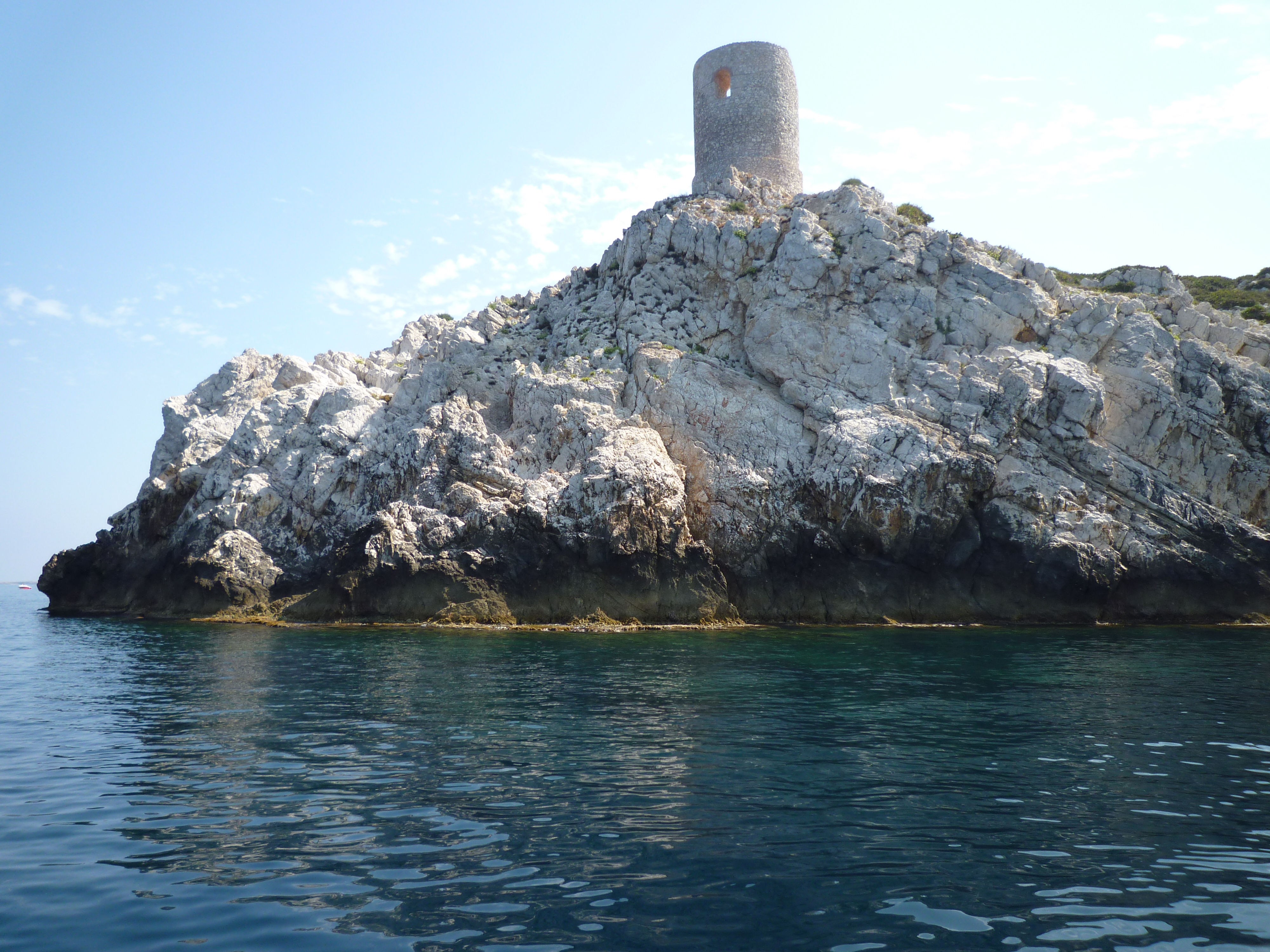
Punta e torre

## Flora
La fascia di scogliera è caratterizzata da specie alofile tra cui meritano una menzione l'endemico limonio di Boccone (Limonium bocconei), la salicornia fruticosa (Salicornia fruticosa), il finocchio di mare (Crithmum maritimum) ed il papavero giallo (Glaucium flavum).
A ridosso del litorale si sviluppa un pianoro dominata dalla macchia a palma nana (Chamaerops humilis), con sporadiche presenze di olivastro (Olea europaea var. sylvetris), lentisco (Pistacia lentiscus), camedrio femmina (Teucrium fruticans) e ilatro (Phillyrea latifolia). Meritevole di menzione inoltre la presenza di un esemplare di quercia spinosa (Quercus coccifera), sempre più rara sul territorio siciliano.

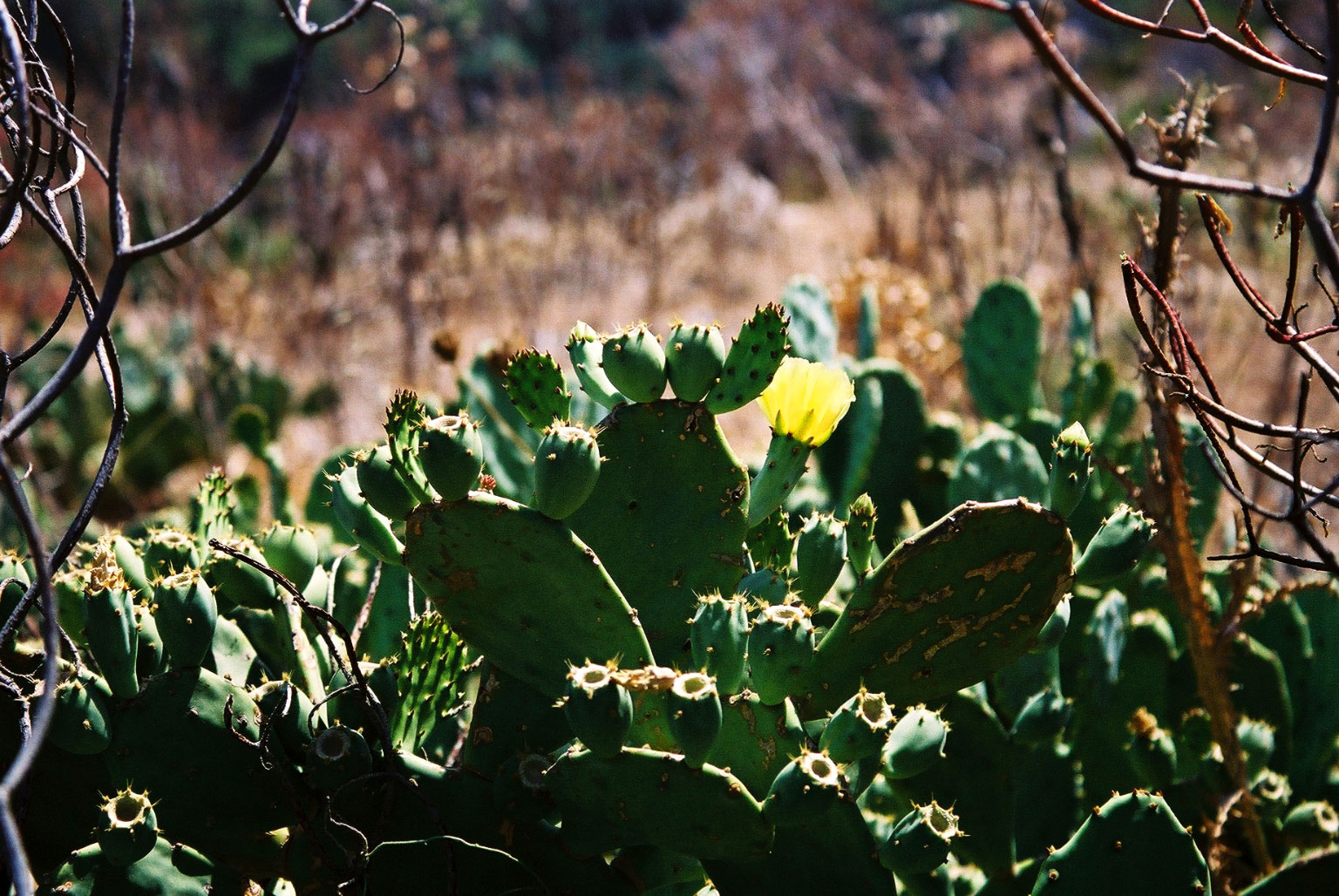
Opuntia stricta in fiore
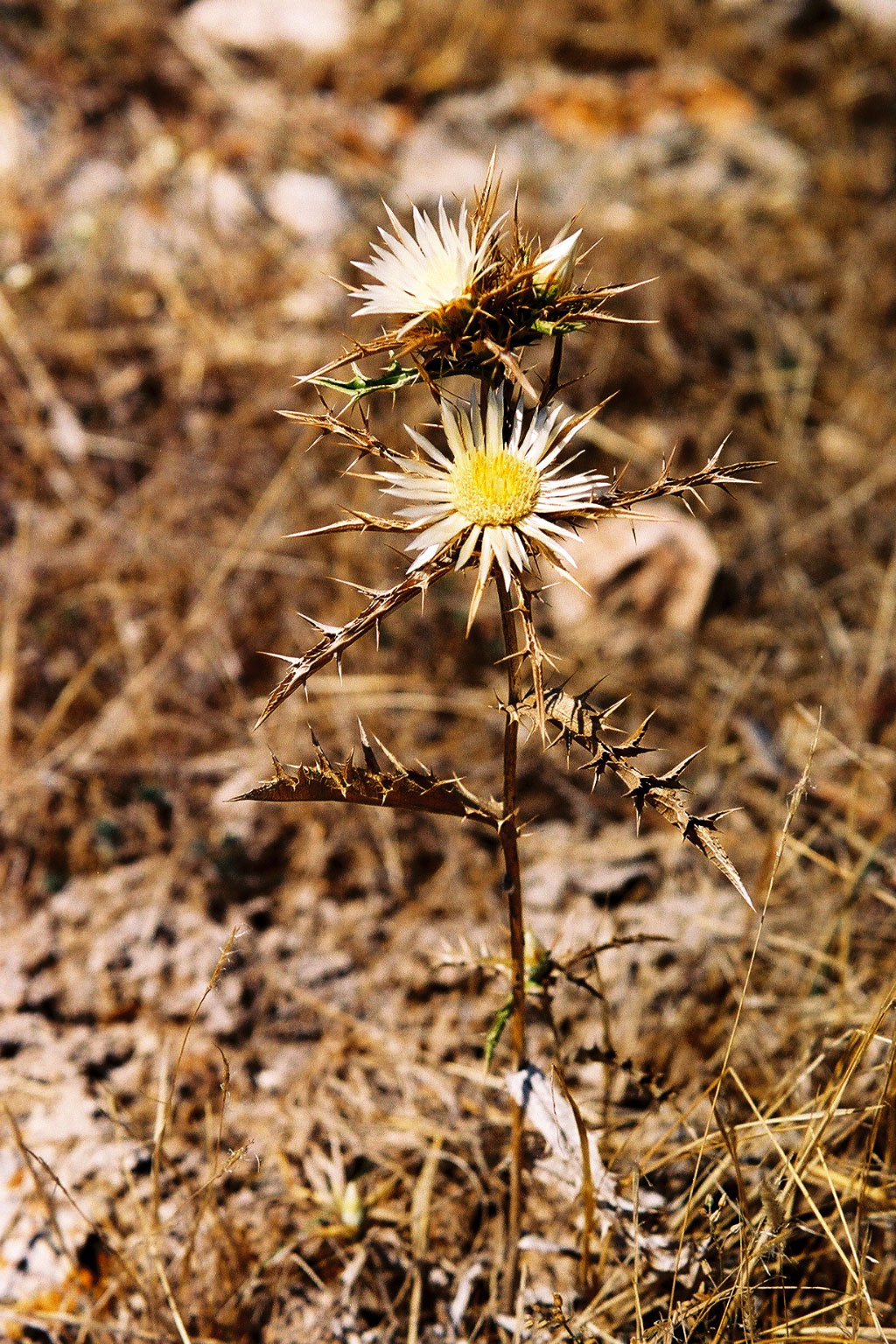
Cardo spinoso (Carlina sicula)
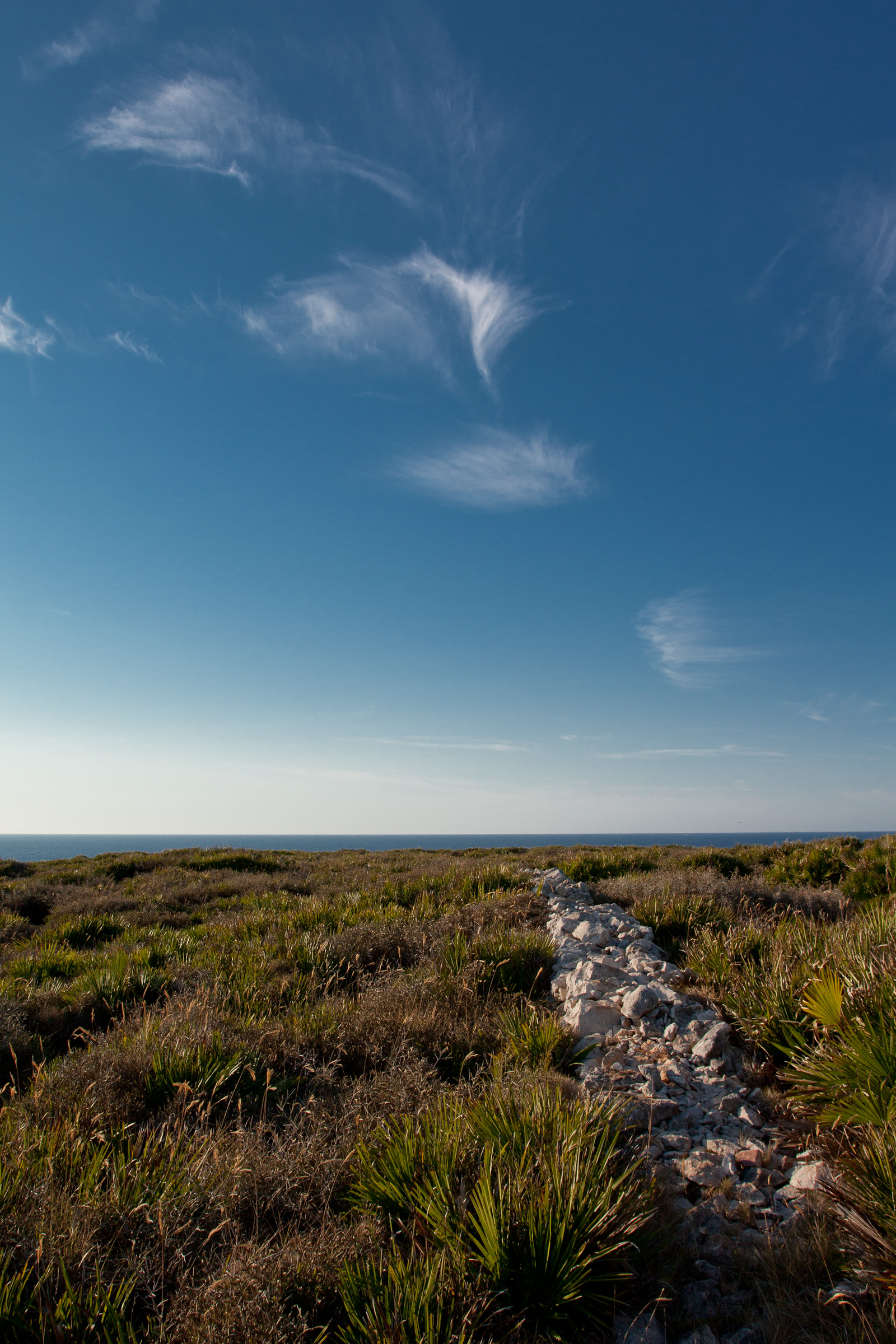
Vegetazione bassa

Tra le specie endemiche meritano inoltre di essere segnalate i perpetuini delle scogliere (Helichrysum panormitanum), lo zafferanetto di Linares (Romulea linaresii), l'eringio di Boccone (Eryngium bocconei), la finocchiella di Boccone (Seseli bocconei), la carlina siciliana (Carlina sicula subsp. sicula), il garofano rupestre (Dianthus rupicola), l'iberide sempreflorida (Iberis semperflorens), lo zafferano autunnale (Crocus longiflorus), e l'issopo marittimo (Micromeria fruticulosa).
Altre specie presenti sono  margheritine (Bellis perennis), centonchio dei prati (Lysimachia arvensis), vulneraria annuale (Tripodion tetraphyllum), giaggiolo dei poveretti (Moraea sisyrinchium), ginestrino delle scogliere (Lotus cytisoides), silene (Silene coeli-rosa), sparzio (Calicotome villosa), violaciocca (Matthiola fruticulosa), efedra (Ephedra fragilis) e asparago selvatico (Asparagus horridus).
È inoltre presente una varietà di fico d'india (Opuntia stricta), che ha colonizzato molti spazi della riserva.

## Fauna
La riserva ospita alcuni mammiferi quali la volpe (Vulpes vulpes), il coniglio selvatico (Oryctolagus cuniculus), il riccio (Erinaceus europaeus), nonché alcune specie di pipistrelli (Pipistrellus pipistrellus, Rhinolophus ferrumequinum).
All'interno della riserva sono visibili diverse specie di rettili, tra cui l'endemica lucertola siciliana (Podarcis wagleriana), la lucertola campestre (Podarcis siculus), il biacco (Hierophis viridiflavus), il geco (Tarentola mauritanica) e l'emidattilo (Hemidactylus turcicus).
Ma è soprattutto l'abbondanza dell'avifauna a fare della riserva una meta degli appassionati di bird watching. Tra le specie che nidificano negli anfratti delle falesie vi sono il gabbiano reale (Larus cachinnans), il passero solitario (Monticola solitarius), il martin pescatore (Alcedo atthis), il gheppio (Falco tinnunculus) e il falco pellegrino (Falco peregrinus). La vegetazione della macchia offre riparo a numerose specie tra cui la cappellaccia (Galerida cristata), il merlo (Turdus merula), l'occhiocotto (Sylvia melanocephala), il rondone maggiore (Apus apus),  il rondone pallido (Apus pallidus), la cinciallegra (Parus major) e il codirosso spazzacamino (Phoenicurus ochruros). È inoltre possibile osservare occasionalmente alcune specie migratorie quali l'airone cinerino (Ardea cinerea) e la garzetta (Egretta garzetta) nonché diverse specie di anatre.
Si possono incontrare infine numerose specie di farfalle tra cui il macaone (Papilio machaon), la podalirio (Iphiclides podalirius) e la cleopatra (Gonepteryx cleopatra), per citare solo le più appariscenti.

## Accesso
L'accesso alla riserva è in Contrada Agliandroni, a Terrasini.